# Olivier Messiaen
Olivier Messiaen (Aviñón, 10 de diciembre de 1908-Clichy, Île-de-France, 27 de abril de 1992) fue un compositor, organista, pedagogo y ornitólogo francés, uno de los músicos más destacados de toda la centuria. Tanto su fascinación por el hinduismo como su admiración por la naturaleza y los pájaros, su profunda fe cristiana y su amor por el color instrumental fueron primordiales para su formación como persona y artista. 
Ingresó en el Conservatorio de París a la edad de 11 años, y tuvo como profesores a Paul Dukas, Marcel Dupré, Maurice Emmanuel y Charles-Marie Widor. Fue designado organista en la Iglesia de la Santa Trinidad de París en 1931, puesto que ocupó hasta su muerte.
En 1940, en la batalla de Francia, Messiaen fue hecho prisionero de guerra, y mientras estaba encarcelado compuso su Quatuor pour la fin du temps (Cuarteto para el fin del tiempo) para los cuatro instrumentos disponibles allí: piano, violín, violonchelo y clarinete. La obra fue estrenada por Messiaen y sus amigos prisioneros ante una audiencia de prisioneros y vigilantes. Al salir de prisión en 1941, pronto Messiaen fue nombrado profesor de Armonía, y luego profesor de Composición en 1966 en el Conservatorio de París, puesto que mantuvo hasta su retiro en 1978. Entre sus distinguidos alumnos están Pierre Boulez, Yvonne Loriod (quien después sería la segunda esposa de Messiaen, y la intérprete por excelencia de sus obras escritas para piano o con piano solista), Karlheinz Stockhausen, Iannis Xenakis, Ida Gotkovsky, William Bolcom y George Benjamin.
La música de Messiaen es rítmicamente compleja (él estaba interesado en los ritmos de la antigua Grecia y de orígenes hindúes), y se basa armónica y melódicamente en los modos de transposición limitada, que fueron una innovación propia de Messiaen. Muchas de sus composiciones representan lo que él llamó «los aspectos maravillosos de la fe», mostrando su inquebrantable catolicismo. Viajó mucho y escribió sus obras inspirado por diversas influencias tales como la música japonesa, el paisaje del Cañón de Bryce en Utah o la vida de San Francisco de Asís. Messiaen experimentó una cierta sinestesia manifestada como una percepción de colores cuando oía ciertas armonías. Durante un período muy corto, Messiaen experimentó con el serialismo integral, en cuyo campo es citado a menudo como un innovador. Su estilo absorbió muchas influencias musicales exóticas tales como gamelan de Indonesia (la percusión afinada tiene a menudo un prominente papel en sus obras orquestales), y también usó las ondas Martenot.
Messiaen estaba fascinado por el «canto de los pájaros»; decía que los pájaros eran los mejores músicos y se consideraba a sí mismo tanto ornitólogo como compositor. Transcribía el canto de los pájaros en sus viajes por todo el mundo, e incorporó las transcripciones de estos cantos en gran parte de su música. Su uso innovador del color, su concepción personal de la relación entre el tiempo y la música, su uso del canto de los pájaros, y su intento de expresar profundas ideas religiosas, todo se combina de tal modo que hace casi imposible confundir una composición de Messiaen con una obra de cualquier otro compositor contemporáneo occidental.

## Biografía
Un error de los músicos contemporáneos es atribuir una excesiva importancia al fenómeno sonoro. La música no se compone exclusivamente de sonidos.
Olivier Messiaen.

### Juventud y estudios

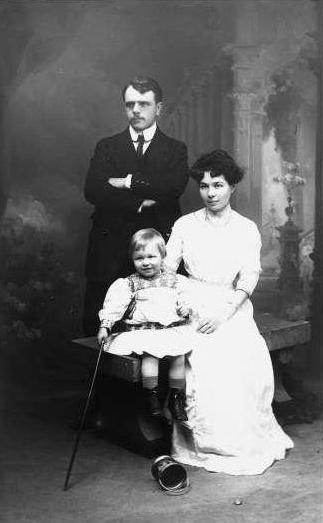
La familia Messiaen, hacia 1910 (del libro The Life of Messiaen, de Christopher Dingle, p. 3.)

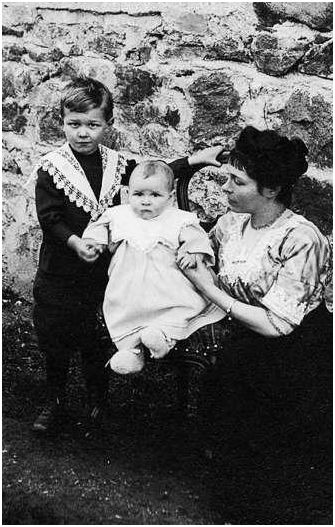
Cecile con Olivier y Alain (1913) ('The Life of Messiaen, p. 5.)

Olivier Eugène Prosper Charles Messiaen nació el 10 de diciembre de 1908, en Aviñón, en una familia con tradición literaria. Su padre, Pierre Messiaen —profesor de inglés que tradujo las obras de William Shakespeare al francés— y su madre, la poetisa Cécile Sauvage, se habían casado un año antes, el 10 de septiembre de 1907, en la pequeña iglesia de Sieyes en Digne. Pierre trabajaba en el consejo editorial de la revista literaria Revue Forézienne y conoció a Cécile cuando esta envió el manuscrito de su obra Les Trois Muses. Tras un corto noviazgo se casaron, con disgusto de la familia Messiaen, que no veía con buenos ojos que ella no asistiese a la iglesia. Al mes de casados, Pierre ingresó en el 58.º Regimiento de Infantería para cumplir su servicio militar. En febrero de 1909, Pierre, ya licenciado, obtuvo un puesto de profesor en una escuela de secundaria en Ambert (Puy-de-Dôme), y su familia se reunió allí con él ese mismo verano. En Ambert, lugar de nacimiento de Chabrier, el joven Olivier tendrá por vez primera «la revelación de la naturaleza» y aprendió a leer, desarrollando pronto una gran pasión por la lectura que le llevó a devorar las historias de Charles Perrault y madame de Aulnoy. El 30 de agosto de 1912 nació su único hermano, Alain, casi cuatro años menor. El padre logró sacar las oposiciones de agregado y consiguió plaza en Nantes. Allí Messiaen comenzó a asistir al colegio, siendo el mejor alumno de su clase.
Sus padres le dieron una educación que le influyó toda su vida y que él mismo evocará como una «educación mágica» (éducation féerique). Su madre publicó en esa época un conjunto de poemas, L'âme en bourgeon (‘El alma brotando’), último capítulo del ciclo Tandis que la terre tourne (‘Mientras que la Tierra gire’), que dedicó a su hijo aún no nacido. Messiaen, más adelante, dijo que esos poemas le influyeron profundamente, y los citó como proféticos de su futura carrera artística.
Tras el estallido en 1914 de la I Guerra Mundial, Pierre Messiaen fue movilizado como soldado y su esposa se trasladó con sus dos hijos a vivir en Grenoble con su propia madre, Marie Sauvage, a casa de uno de sus hermanos, André, también movilizado. En Grenoble, el joven Olivier pasó sus primeros años y a los siete años comenzó a componer y ya le interesaba el teatro: recitaba a su hermano pequeño obras de Shakespeare representadas en un teatrillo casero, con decorados translúcidos hechos con envoltorios viejos de celofán. Por esa época adoptó ya la fe católica y comenzaron a fascinarle las montañas. «Soy un francés de las montañas, como Berlioz» dirá más adelante. Messiaen sentirá como su patria los Alpes, en especial La Meije (Dauphiné), donde con los años construyó una casa en la que compuso la mayoría de sus composiciones. (Desde el año 1998, en su honor, se celebra cada año en La Grave un festival «Messiaen au Pays de la Meije».)
Comenzó a tomar lecciones de piano, tras haber empezado a tocar por sí mismo. Su interés abarcaba hasta la entonces reciente música francesa de Debussy y Ravel, y pidió partituras vocales de ópera como regalo de Navidad.
En 1918 su padre regresó de la guerra, y la familia se fue a vivir a Nantes. Continuó con las lecciones de piano y uno de sus profesores, Jehan de Gibon, le regaló una partitura de la ópera de Debussy, Pelléas et Mélisande, que Messiaen describió como un deslumbramiento (a thunderbolt, ‘un rayo’) y que será «probablemente la influencia más decisiva sobre mi» y la que decidió su vocación.
Descubrió poco a poco otras partituras, principalmente aquellas que llegaron a ser sus favoritas: Orphée de Gluck, Don Giovanni de Mozart, La Damnation de Faust de Berlioz, la Tetralogía de Wagner...
Al año siguiente, Pierre Messiaen obtuvo un puesto de profesor en París, y la familia se trasladó a la capital. Olivier ingresó en el Conservatorio en 1919, con solo 11 años de edad y tuvo como profesores a Georges Falkenberg (piano), Baggers (timpani y percusión), Paul Dukas (composición y orquestación), y Marcel Dupré (órgano e improvisación).
En el Conservatorio Messiaen hizo excelentes progresos académicos, siendo muchas veces de los mejores de la clase: en 1924, con 15 años, ganó el segundo premio en el curso de armonía de Jean Gallon; en 1926, el primer premio en el curso de contrapunto y fuga de Noël Gallon; en 1927, también el primero en acompañamiento de piano; en 1928, de nuevo el primer premio en el curso de historia de la música dictado por Maurice Emmanuel. El ejemplo de Emmanuel despertó en Messiaen el interés por la música griega antigua y los modos exóticos. Tras enseñarle sus trabajos de improvisación al piano, Messiaen comenzó a estudiar órgano con Marcel Dupré, y de él heredó la tradición de los grandes organistas franceses (Dupré había estudiado con Widor y Vierne; Vierne, a su vez, había sido discípulo de Franck). Messiaen obtuvo el primer premio de interpretación e improvisación al órgano en 1929. Después de un año de estudio de composición con Charles-Marie Widor, en el otoño de 1927 entró en la clase del recientemente designado Paul Dukas, que le inculcó el magisterio de la orquestación, ganando en 1930 de nuevo el primer premio de composición.
Siendo aún estudiante, publicó su primera composición, sus ocho Préludes para piano (el primero, Le banquet céleste, fue publicado separadamente). En esta obra ya muestra sus preferencias por el uso de los modos de transposición limitada y por los ritmos palindrómicos (Messiaen llama así a los ritmos no-retrogradables). El primer estreno público de una de sus obras, la suite orquestal Les offrandes oubliées, tuvo lugar en 1931. Ese mismo año escuchó por primera vez un grupo de gamelan, conjunto instrumental indonesio tradicional, que despertó su interés por el uso de la percusión.

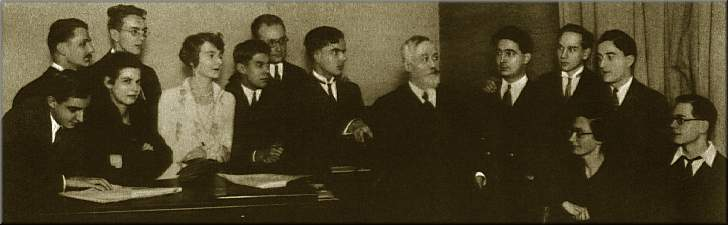
La clase de Dukas. De izquierda a derecha, cerca del piano: Pierre Maillard-Verger, Elsa Barraine, Yvonne Desportes, Tony Aubin, Pierre Revel, Georges Favre, Paul Dukas, René Duclos, Georges Hugon, Maurice Duruflé. A derecha, sentados: Claude Arrieu y Olivier Messiaen.

### La Trinité,La Jeune Francey la guerra

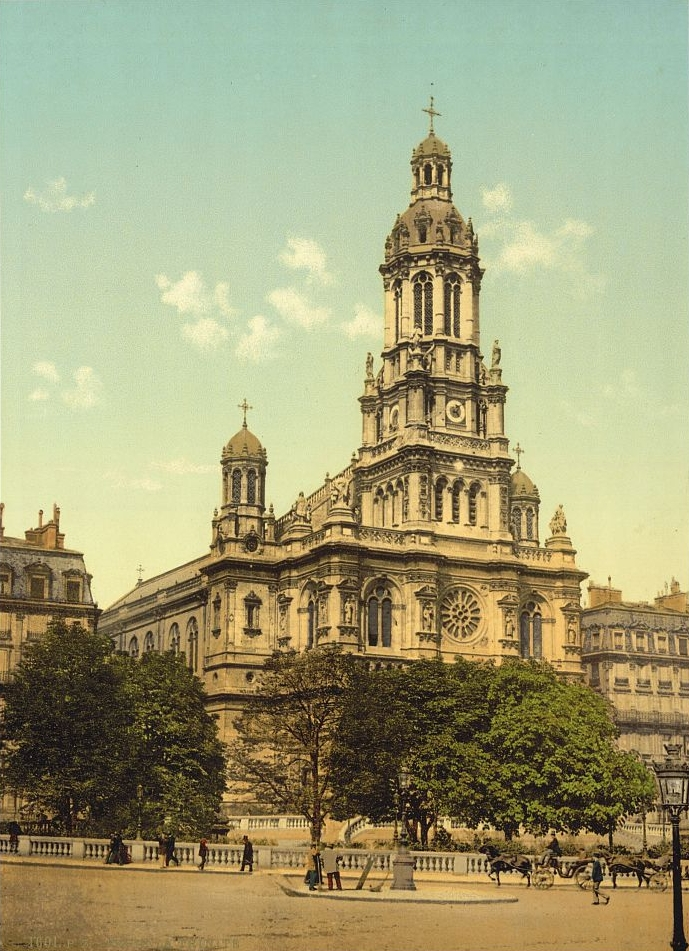
Iglesia de la Santísma Trinidad (París)

La relación de Messiaen con el órgano comenzó en el otoño de 1927, cuando ingresó en el curso de órgano de Dupré. Dupré recordará que Messiaen, que nunca había visto antes un teclado de órgano, permaneció quieto durante una hora mientras él explicaba y probaba el instrumento; cuando volvió una semana más tarde, se puso a tocar la Fantasia in C minor de J.S. Bach de una forma impresionante. Desde 1929, Messiaen sustituyó regularmente a Charles Quef (1873-1931), organista de la Iglesia de Santísima Trinidad (Sainte-Trinité) de París, que estaba ya muy enfermo. Cuando Quef murió en 1931, el puesto quedó vacante y Dupré, Tournemire y Widor, entre otros, avalaron la candidatura de Messiaen. Con la solicitud formal, Messiaen incluyó una carta de recomendación del mismo Widor. El nombramiento se confirmó en 1931, cuando tenía solo 22 años, y Messiaen será organista en la Sainte-Trinité durante más de sesenta años, escribiendo grandes obras para el instrumento-rey, y siendo, probablemente, quién más contribuciones ha hecho a su repertorio desde J.S. Bach. (En una entrevista realizada por Irène Meltzheim y el padre Pascal Ide (de la Trinité), en marzo de 1991, Messiaen exclamó: «¡Amo a mi órgano! Es para mí un hermano, un hijo y me desesperaría separarme de él». En sus últimos años, ya viejo, cuando apenas podía subir por la estrecha escalera de la tribuna, el ayuntamiento de París hizo instalar un ascensor, pero al otro lado de la iglesia, de modo que Messiaen aún necesitaba mucho tiempo para llegar a su órgano.)
De esa época data, precisamente, una de sus primeras obras destacadas, L'Ascension, quattre méditations symphoniques (‘Cuatro meditaciones sinfónicas’). Compuesta y estrenada en 1932, se trata de una partitura de unos 35 minutos, escrita para gran orquesta, compuesta de cuatro secciones:
- Majesté du Christ demandant sa gloire à son père (Majestad de Cristo pidiendo la Gloria a su Padre).
- Alleluias sereins d'une âme qui désire le Ciel (Aleluyas serenas de un alma que anhela el Cielo).
- Alleluia sur la trompette, Alleluia sur la cymbale (Aleluya de la trompeta, Aleluya del címbalo).
- Prière du Christ montant vers son Père (Plegaria de Cristo dirigiéndose a su Padre).

En junio de 1932, Messiaen se casó con la violinista y compositora Claire Delbos.
Su matrimonio llevó a Messiaen a componer algunas obras para violín y piano (para interpretarlas junto a su esposa) (Thème et variations, 1932), y piezas para celebrar su felicidad doméstica (incluyendo el ciclo de canciones Poèmes pour Mi, de 1936, que orquestó un año más tarde, en 1937. Mi era el apodo que Messiaen cariñosamente daba a su mujer). En 1937 nació su hijo Pascal. El matrimonio de Messiaen cambió trágicamente cuando su mujer, después de una operación, perdió la memoria y comenzó a dar síntomas de una grave enfermedad mental. Será ingresada en un psiquiátrico en 1950, pasando allí el resto de su vida, hasta su muerte en 1959.
En 1933, escribió L'Ascension, que fue estrenada en 1934 por Robert Shiohan en París. La obra tuvo un cierto éxito y fue posteriormente interpretada bastantes veces: en 1945, Munch en París; en 1947, Monteux, en San Francisco; y, en 1949, el 15 de agosto, Koussevitzski al frente de la Sinfónica de Boston en Tanglewood, ante 15.000 personas.
Desde 1934 a 1939, Messiaen enseñó piano en la École Normale de Musique de París e impartió un curso de improvisación al órgano en la Schola Cantorum de París. Durante esos años compuso sus primeras obras importantes, de una fuerte inspiración religiosa: Le Banquet Céleste, para órgano (1926-28); las Offrandes oubliées (1930); L’Ascension 1932-33); La Nativité du Seigneur (1935).
En 1936, Messiaen, Jolivet, Daniel-Lesur e Baudrier formaron el grupo «La Jeune France» (‘la Joven Francia’) con el fin de promover la nueva música francesa. Su manifiesto atacaba implícitamente la frivolidad predominante en la música parisina contemporánea, rechazando el manifiesto de 1918 de Cocteau, Le coq et l’arlequin, en favor de una «música viva, que tenga el ímpetu de la sinceridad, generosidad y concienciación artística». La carrera de Messiaen entró muy pronto en una fase en que ya tenía reconocimiento público, aunque sin embargo las obras que componía en esa época no eran ni encargos públicos ni conciertos convencionales. Jolivet llegará a ser uno de los grandes amigos de Messiaen.
En 1937, en respuesta a un encargo de una pieza de acompañamiento para un espectáculo de luz y sonido en el Sena que se iba a proyectar durante la Exposición Internacional de las Artes y las Técnicas en la Vida Moderna (París, 1937), Messiaen mostró su interés en usar las ondas Martenot, un instrumento electrónico, componiendo la no publicada Fêtes des belles eaux, para un conjunto de seis ondas Martenot. Más adelante, Messiaen incluyó partes para este instrumento en muchas de sus composiciones.
Durante este periodo Messiaen compuso varios ciclos para órgano que serían tocados por él mismo. Arregló su suite orquestal L'Ascension para órgano, sustituyendo la versión orquestal del tercer movimiento por uno totalmente nuevo, que será uno de los más populares de Messiaen, Transports de joie d'une âme devant la gloire du Christ qui est la sienne, habitualmente conocido como Transports de joie. También escribió los largos ciclos La Nativité du Seigneur y Les corps glorieux ('Los cuerpos gloriosos'). (La toccata final de La Nativité, Dieu parmi nous (‘Dios entre nosotros’) ha llegado a ser una pieza favorita de recital y a menudo es tocada separadamente).
Al comienzo de la II Guerra Mundial Messiaen fue llamado a filas,  como auxiliar médico más que como combatiente debido a su pobre visión. En mayo de 1940 fue capturado en Verdún y llevado a Görlitz, donde permaneció encarcelado en el campo de prisioneros Stalag VIII-A. Allí, entre los mismos prisioneros, conoció a un violinista, a un violonchelista y a un clarinetista. Inicialmente, escribió un trío para ellos, pero poco a poco él mismo (al piano) se incorporó al trío y compuso su Quatuor pour la fin du temps ('Cuarteto para el fin del tiempo'). La primera audición se dio en el propio campo, el 15 de enero de 1941, ante cinco mil prisioneros de guerra, con Messiaen al piano. Las preocupaciones religiosas del autor están presentes en esta obra.
Así, la obligada introspección y reflexión de la vida del campo fructificaron en una de las obras maestras de la música clásica europea del siglo XX. El «para el fin del tiempo» («pour la fin du temps») del título no es puramente una alusión al Apocalipsis, el tema aparente del trabajo, sino que también se refiere a la manera en la que Messiaen, con ritmo y armonía, utilizó el tempo musical de una manera totalmente diferente al de la música de sus precursores o contemporáneos.

### Tristán y el serialismo
Tras ser liberado en marzo de 1941, Messiaen fue nombrado profesor y lector del Conservatorio de París y dio su primera clase el 7 de mayo. (Enseñará hasta su retiro en 1978, primero armonía, análisis musical, estética y ritmo y, a partir de 1966, será nombrado profesor de composición.) También redactó su Técnica de mi lenguaje musical (‘Technique de mon langage musical’) publicada en 1944, en la que cita muchos ejemplos de su propia música, particularmente del Cuarteto para el fin del tiempo.
«Ce fut une époque d'exploration, de libération», ha escrito uno de sus alumnos, Pierre Boulez, «Ce fut aussi l'amitié et la solidarité d'un petit groupe réuni autour d'un maître sur lequel l'opinión générale butait, chancelait ou renâclait».3
Tendrá destacados estudiantes en el Conservatorio, muchos futuros grandes compositores. Entre los primeros Boulez y la pianista Yvonne Loriod; más adelante, en 1952, Stockhausen; en 1958, y por poco tiempo, Kurtág; de 1967 a 1972, Murail; en la segunda mitad de la década de 1970, George Benjamin (y también Alain Louvier).  El compositor griego Xenakis se relacionó brevemente con él en 1951; Messiaen le animó y exhortó para que sacase partido de sus conocimientos matemáticos y de arquitectura, y los usase en su propia música. Boulez comentó que aunque Messiaen no había llegado a los cuarenta años sus alumnos ya le consideraban un maestro excepcional, que los animaba a encontrar su propia voz en vez de imponerles sus propias ideas.
En 1943, Messiaen escribió Visions de l’Amen, una obra para dos pianos que sería interpretada por Loriod y él mismo. Poco tiempo después compuso el grandioso ciclo para piano solista Vingt regards sur l'enfant-Jésus (‘Veinte miradas sobre el niño Jesús’) para él mismo. También escribió Trois petites liturgies de la présence divine (‘Tres pequeñas liturgias de la presencia divina’), para coro femenino, ondas martenot, y orquesta (sin vientos), que incluyó una difícil parte para piano solista, de nuevo para Loriod. Messiaen continuó así incluyendo temas litúrgicos en los recitales de piano y de concierto.
Dos años más tarde, en 1945, Messiaen compuso la primera de tres obras dedicadas al tema del amor humano (como opuesto al amor divino), particularmente inspirada en la leyenda de Tristán e Isolda. Será el ciclo de canciones Harawi. El segundo de los trabajos de Tristán fue el resultado de un encargo de Koussevitzki para una pieza (Messiaen declaró que el encargo no especificaba la longitud de la obra o el tamaño de la orquesta); fue una pieza en diez movimientos, la Turangalîla-Symphonie (turaṃga-līlā, ‘los pasatiempos de la mente’, en sánscrito, siendo turáṃ-ga: ‘rápido-va’, un caballo, o la mente; y līlā: ‘diversión’, especialmente la que realizan los dioses). No es una sinfonía convencional, sino una extensa meditación sobre la alegría del amor humano y la unión.
Carece del sentido de culpa inherente en, por ejemplo, Tristán e Isolda de Wagner, porque la actitud de Messiaen ante el amor sexual es que es un regalo divino. (Archivo de audio "Joiedusang.ogg" no encontrado) La tercera pieza inspirada en el mito de Tristán fue Cinq rechants para vieinte cantantes sin acompañamiento, que Messiaen dijo estaba influida por el alba de los trovadores.
Messiaen viajó a los Estados Unidos en 1947, para escuchar su música dirigida por Koussevitsky y Stokowski, y asistir al estreno de la Turangalîla-Symphonie, que fue dirigida en 1949 por un joven Bernstein. Durante esa etapa, mientras impartía el curso de análisis en el Conservatorio de París, también enseñó en Budapest en 1947 y en Tanglewood en 1949; en los veranos de 1949 y 1950, impartió cursos en el Darmstadt New Music Summer School. Aunque nunca utilizó la técnica dodecafónica, después de tres años dando clases de análisis de partituras de la misma, tales como obras de Schoenberg, experimentó con modos de escalas y otros elementos (incluyendo la duración, articulación, y la dinámica) analogous to the chromatic pitch escala. El resultado de estas innovaciones es la pieza Mode de valeurs et d’intensités para piano (de la obra Quatre Études de Rhythme) que incorrectamente ha sido descrita como el primer trabajo del serialismo integral, aunque tendría una gran influencia para los primeros compositores seriales europeos, como Boulez (alumno de Messiaen), Goeyvaerts y Stockhausen (también alumno suyo). Durante este periodo también experimentó con la música concreta, música que emplea sonidos grabados.

### Canciones de pájaros en los años sesenta
En 1952, le solicitaron una pieza para flauta para que fuese interpretada en los exámenes de acceso al Conservatorio y compuso Le merle noir, para flauta y piano. Aunque Messiaen había estado siempre fascinado por el canto de los pájaros, y los pájaros ya habían aparecido en varias de sus primeras obras (por ejemplo, en La Nativité, Quatuor y Vingt regards), esta pieza para flauta está basada enteramente en el canto del mirlo. Messiaen llevó su desarrollo a un nuevo nivel en 1953, con su obra orquestal Réveil des oiseaux; la obra se compone casi enteramente de cantos de pájaros, tomando como material los pájaros que uno puede oír entre la medianoche y el mediodía en las montañas del Jura. A partir de esta obra en adelante Messiaen incorporó el canto de los pájaros en todas sus composiciones y compuso, de hecho, varias obras en las que los pájaros proporcionan el título y el tema (por ejemplo, la colección de trece piezas para piano completada en 1958, Catalogue d'oiseaux o La fauvette des jardins, de 1971). Lejos de ser simples transcripciones del cantar de los pájaros, estas obras son poemas tonales sofisticados que evocan el lugar y su atmósfera. Paul Griffiths comentó que Messiaen era un ornitólogo concienzudo, mejor que cualquier otro compositor anterior, y también un observador musical del canto de los pájaros, mejor que cualquier ornitólogo anterior.
La primera mujer de Messiaen murió en 1959 tras una larga enfermedad, y, en 1961, Olivier se casó de nuevo con Yvonne Loriod. Comenzó a viajar mucho, tanto para atender acontecimientos musicales y en la búsqueda y transcripción del canto de los pájaros más exóticos. Loriod asistía con frecuencia a su marido en los detallados estudios del canto de pájaros, que anotó en el campo, caminando con él y grabándolos para su posterior control. En 1962 sus viajes le llevaron a Japón, donde la música de Gagaku y el teatro Noh le inspiraron y compuso la orquestal "Japanese sketches", Sept haïkaï, que tiene imitaciones estilísticas de los instrumentos tradicionales japoneses.
La música de Messiaen fue defendida en esa época, entre otros, por Boulez, que programó primeros estrenos en sus Conciertos del Domaine musical y en el Festival de Donaueschingen. Las interpretaciones incluyen Réveil des oiseaux, Chronochromie (encargo para el Festival de 1960) y Couleurs de la cité céleste. La última obra fue resultado de un encargo de una composición para tres trombones y tres xylofonos; Messiaen añadió metales, vientos, percusión y piano, y especificó un xilófono, xilorimba y marimba en lugar de los tres xilófonos. Otras obras de esa época, como Et exspecto resurrectionem mortuorem, fue encargada por André Malraux como conmemoración de las víctimas de las dos guerras mundiales, y fue estrenada de forma semi-privada en la Sainte-Chapelle (11 de mayo de 1965), y luego, públicamente, en la Catedral de Chartres, el domingo 20 de junio de 1965, en la gran misa, con la presencia del propio presidente de la República Charles de Gaulle y al frente de la orquesta con Serge Baudo. Boulez también dirigió un tercer estreno en los conciertos del Domaine Musical en París.
Su reputación como compositor siguió creciendo. En 1959 Messiaen fue nombrado Officier de la Légion d'honneur, y en 1966 fue designado oficialmente profesor de composición en el Conservatorio de París (aunque de hecho hubiera estado enseñando composición durante años). Otros honores posteriores fueron su elección para el Instituto de Francia, en 1967; el Premio Erasmus, en 1971; el premio de la Medalla de Oro de la Royal Philharmonic Society en 1975; y la presentación de la Croix de Commander de la Order of the Crown de Bélgica, en 1980.

### Transfiguración y «De los cañones a las estrellas»
| La «fe gloriosa» de Messiaen | La «fe gloriosa» de Messiaen | La «fe gloriosa» de Messiaen | La «fe gloriosa» de Messiaen | La «fe gloriosa» de Messiaen | La «fe gloriosa» de Messiaen | La «fe gloriosa» de Messiaen |
| ---------------------------- | ---------------------------- | ---------------------------- | ---------------------------- | ---------------------------- | ---------------------------- | ---------------------------- |
|                              |                              |                              |                              |                              |                              |                              |
| Natividad                    | Crucifixión                  | Resurrección                 | Ascensión                    | Transfiguración              | Apocalipsis                  | Más allá                     |

La siguiente composición de Messiaen fue La Transfiguration de Notre-Seigneur Jésus-Christ,
hasta ese momento la obra más grandiosa de todas las que compuso (más tarde, será superada por la ópera Saint François). Desde la Octava de Mahler (la Sinfonía de los Mil) y los Gurrelieder de Schönberg, ningún compositor del siglo XX se había atrevido a prescribir tal cantidad de efectivos, en una obra que se acerca casi a las dos horas de duración. Encargada por la Fundación Gulbenkian de Lisboa, esta obra ocupará a Messiaen desde el 28 de junio de 1965 hasta el 20 de febrero de 1969, y los efectivos empleados incluyen una orquesta de 109 músicos, siete instrumentos solistas —piano, violonchelo, flauta, clarinete, xilorimba, vibráfono y marimba— y un coro de 100 voces. Estrenada en el Festival Gulbenkian el 7 de junio de 1969 por la Orquesta de París y el Coro Gulbenkian, dirigidos por Serge Baudo, contó con Ivonne Loriod y Mstislav Rostropóvich como dos de los solistas.
Sus catorce movimientos son una meditación sobre la historia de la Transfiguración de Cristo y se organizan en dos partes, cada una de ellas de siete movimientos, a las que Messiaen llamó Septénaires. Cada una de ellas se organiza del siguiente modo: un recitativo evangélico seguido de dos comentarios o meditaciones, de nuevo otro recitativo y dos comentarios, y un gran coral de conclusión. No es un oratorio en sentido puro, ya que no hay voces solistas ni acción dramática, pero si lo es ya que es gran recitativo, en el que se cantan además de textos del Evangelio, otros versos bíblicos y algunos textos de la Suma Teologica de santo Tomás de Aquino.
Los tres percusionistas solistas, añadidos a la rica percusión de la orquesta, conforman de hecho un grupo de gamelán balinés, un grupo que aparecerá en todas las obras tardías de Messiaen y con el que conseguirá restituir de forma admirable el canto de los pájaros (no menos de 87 especies de los cinco continentes). A pesar de los grandes medios necesarios y de la complejidad estructural de ciertas secuencias, la obra es de una gran simplicidad, casi monumental. Harry Halbreich compara Et expecto resurrectionem mortuorum y la Transfiguration, dos obras seguidas, con una sencilla cripta y una catedral, y, también, con una maciza basílica romana y una suntuosa catedral gótica.
Poco después, Messiaen recibió el encargo de Alice Tully, al frente del Lincoln Center, para componer una obra en conmemoración del bicentenario de la Declaración de Independencia de los Estados Unidos. Concertó un viaje a los EE. UU. en la primavera de 1972 y realizó una visita al Bryce Canyon en Utah, donde quedó impresionado y que le servirá de inspiración. Anotó los colores del cañón y el canto de sus pájaros. El resultado fue la pieza orquestal Des Canyons aux étoiles... (‘De los cañones a las estrellas’), una larga obra de hora y media para piano, trompa, xilorimba, glockenspiel, orquesta y conjunto de percusión. Messiaen mismo escribió unas notas descriptivas de la intención de la obra, en las que aclaró que más que describir el cañón, reflejaba el estado de la mente tras su contemplación:

Es decir, elevándose de los cañones a las estrellas —y más alto, hasta los resucitados del Paraíso— para glorificar a Dios en toda su creación: las bellezas de la tierra (sus acantilados, sus cantos de pájaros), las bellezas del cielo material, las bellezas del cielo espiritual. Así pues, obra religiosa inicialmente: de alabanza y de contemplación. Obra también geológica y astronómica. Obra de sonidos-color, donde circulan todos los colores del arco íris, alrededor del azul del arrendajo de Steller y del rojo de Bryce Canyon.
Messiaen.

La obra se organiza en tres partes, con un total de doce movimientos, y Messiaen mismo redactó unas notas explicativas sobre cada uno de ellos. La primera parte —I. «Le désert» - II. «Les orioles» - III. «Ce que est écrit sur les étoiles...» - IV. «Le cossyphe d'Heuglin» - V. «Cedar Breaks et le don de crainté»— comienza con una reflexión sobre el desierto como símbolo del vacío de la vida, sigue con un movimiento al piano solo dedicado a las oropéndolas americanas; un nuevo movimiento reflexiona sobre lo que está escrito en los cielos, y a continuación, de nuevo una pieza de piano solista sobre el «cossyphe de Heuglin», un pájaro procedente de África. Acaba la primera parte con un movimiento sobre una de las maravillas naturales de Utah, el Cedar Break, un impresionante anfiteatro natural.
La segunda parte, de solo dos movimientos —VI. «Appel insterstellaire» - VII. «Bryce canyon et les rochers rouge-orange»— comienza con un solo de la trompa que hace una llamada a las estrellas y sigue con un movimiento sobre el imponente Bryce Canyons y sus acantilados rojo-anaranjados. La tercera parte —VIII. «Les ressucités et le chant de l'étoile Aldébaran» - IX. «Le moqueur polyglotte» - X. «La grive des bois» - XI. «Omao, leithrix, elephaio, shama» - 12. «Zion Park et la Cité Céleste»— comienza con un canto a las estrellas, en especial a Aldebarán, la estrella más brillante de la constelación de Tauro. Siguen varios movimientos más sobre pájaros —la grive des bois, el pájaro cantor más conocido de los EE. UU., al piano solista; luego Omao Omao, leithrix, elephaio y shama, pájaros de las Hawái— y acaba la obra con un último movimiento sobre el grandiosos parque nacional Zion y la ciudad celeste.
La obra fue estrenada en Nueva York el 20 de noviembre de 1974, con Loriod como solista y la «Musica Aeterna Orchestra», dirigida por Frederic Waldam. Su estreno en Francia fue casi un año más tarde, en el marco del «Festival de Otoño», de nuevo con Loriod al piano y el Ensemble Ars Nova, dirigidos por Marius Constant. En agradecimiento por esta obra el Estado de Utah, en 1978, renombrará uno de sus picos, el The White Cliffs, como Mount Messiaen.
| De los cañones a las estrellas | De los cañones a las estrellas | De los cañones a las estrellas | De los cañones a las estrellas | De los cañones a las estrellas | De los cañones a las estrellas | De los cañones a las estrellas |
| ------------------------------ | ------------------------------ | ------------------------------ | ------------------------------ | ------------------------------ | ------------------------------ | ------------------------------ |
|                                |                                |                                |                                |                                |                                |                                |
| El desierto                    | Las oropéndolas                | Cedar breaks                   | Llamada interestelar           | Gran cañón Bryce (Utah)        | Le moquer polyglotte           | Zion Park                      |

### San Francisco de Asís
En 1971, Rolf Liebermann le solicitó que compusiese una obra para la Ópera de París. Inicialmente reacio a abordar un proyecto de tal envergadura, fue finalmente persuadido en 1975, aceptando el encargo y comenzando a trabajar en la que será la obra más ambiciosa de su vida, su Saint-François d’Assise, que le ocuparía los siguientes ocho años. La composición de esta obra fue una inmensa tarea (también escribió su propio libreto, ocupándole de 1975-79, y la orquestación de 1979 a 1983. La obra (que Messiaen prefería llamar un «spectacle», espectáculo) fue estrenada en 1983. En el momento de su estreno se especuló con que sería su obra de despedida (de hecho, en esa época Messiaen mismo pensaba eso), pero continuó componiendo, alumbrando una colección mayor de piezas de órgano, Livre du Saint Sacrement, en 1984, así como varias piezas más para piano basadas en los cantos de pájaros y algunas piezas para piano y orquesta.
En el verano de 1978, Messiaen se retiró de la enseñanza en el Conservatorio. En 1987, fue promovido al más alto rango, Grand-Croix, de la Légion d'honneur. Una operación impidió su participación en los eventos para celebrar su 70 años. Pero en 1988, los tributos para conmemorar su 80º cumpleaños se sucedieron por todo el mundo, incluyendo una interpretación completa del Saint François en el Royal Festival Hall de Londres, a la que asistió el propio compositor. Se publicó también una colección de diecisiete CD con sus obras en Erato, que incluían grabaciones de su mujer Loriod y un disco de una conversación entre el compositor y Claude Samuel.
La última obra de Messiaen fue un encargo de la Orquesta Filarmónica de Nueva York; a pesar de que tenía muchos dolores al final de su vida (requiriendo repetidas intervenciones quirúrgicas) pudo terminar Eclairs sur l'au delà, una obra que no vio estrenada y que lo fue seis meses antes de su muerte. Messiaen también estaba componiendo un concierto para cuatro músicos a quienes se sentía especialmente agradecido: su mujer, la pianista Ivonne Loriod, el chelista Rostropóvich, el oboísta Holliger y la flautista Cantin. Fue finalizada cuando Messiaen murió, completando Yvonne Loriod la orquestación del movimiento final con el asesoramiento de George Benjamin.

### Premios
Olivier Messiaen obtuvo muchos reconocimientos a lo largo de toda su vida, siendo los más importantes los siguientes:
- 1959 - Nombrado Oficial («Officier») de la Legión de Honor.
- 1967 - Miembro del Instituto de Francia.
- 1969 - Calouste Gulbenkian Prize.
- 1971 - Premio Erasmus.
- 1975 - Premio Ernst von Siemens.
- 1975 - Associate Member of the Royal Academy of Science, Literature and Art of Belgium.
- 1975 - Gold Medal of the Royal Philharmonic Society.
- 1978 - The White Cliffs in Utah were renamed Mount Messiaen.
- 1980 - Presentation of the Croix de Commander of the Belgian Order of the Crown.
- 1983 - Premio de la Fundación Wolf de las Artes (Jerusalén).
- 1985 - Premio Kioto de la Inamori Foundation (Kioto).
- 1987 - Le fue concedida la dignidad de la Grand-Croix de la Legión de Honor.
- 1989 - Primio Internazionale Paolo VI 1988.

## Música
Dos aspectos definen la obra de Messiaen: su profundo catolicismo, que le ha llevado a cantar la gloria de Dios en todas sus obras, y su gran conocimiento del canto de los pájaros, canto que incorpora por primera vez en el Cuarteto para el fin del tiempo y que figura en toda sus obras posteriores a 1950.
Es casi imposible confundir una composición de Messiaen con el trabajo de cualquier otro compositor clásico occidental. Su música se ha descrito como fuera de la tradición occidental, aunque nace de esta tradición y está influida por ella. Muchas de las salidas de Messiaen niegan las convenciones occidentales de la vanguardia, desarrollo musical y resolución diatónica armónica. Esto es en parte debido a las simetrías de su técnica —por ejemplo, los modos de transposición limitada no admiten la convencional cadencia que se encuentra en la música clásica occidental.
El amor juvenil de Messiaen por los elementos de cuentos de hadas en Shakespeare, prefiguran posteriores expresiones de lo que él llamó «los aspectos maravillosos de la fe católica»; —entre los que se pueden citar los episodios de la Natividad, Crucifixión, Resurrección, Ascensión, Transfiguración, Apocalipsis y Más allá—. Messiaen se concentra en la teología de la alegría, como el amor divino (Agapē), y la Salvación y nunca estuvo interesado en representar otros aspectos como el pecado;
Aunque Messiaen desarrolló continuamente nuevas técnicas de composición, él las integró en su estilo musical; así, por ejemplo, su trabajo final todavía conserva el uso de modos de transposición limitada. Para muchos comentaristas, este desarrollo continuo de su lenguaje musical que Messiaen hizo en cada obra importante desde el Quatuor en adelante fue una adición consciente de todo lo que Messiaen había compuesto hasta ese tiempo. Sin embargo, muy pocos de estos trabajos importantes carecen de alguna idea técnica nueva —ejemplos simples son la introducción de la lengua comunicable en Meditations; la invención de un instrumento de percusión nuevo (geófono) en Des canyons aux etoiles…; y la libertad de sincronización con el pulso principal de las partes individuales, en ciertos episodios del canto de los pájaros en St. François d'Assise.
Así como descubrir nuevas técnicas para él mismo, Messiaen encontró y absorbió música exótica en su estilo compositivo, incluyendo antiguos ritmos griegos, ritmos hindúes (él encontró la lista de Śārṅgadeva de 120 unidades rítmicas, las deçî-tâlas) gamelan de Balí y Java, cantos de pájaros y música japonesa.
Aunque Messiaen era instrumental en la exploración académica de sus técnicas (publicó dos tratados, el último en cinco volúmenes, que fue substancialmente completado a su muerte), y él mismo fue un maestro en el análisis musical, consideraba que el desarrollo y estudio de las técnicas tenían un fin intelectual, estético y emocional. A este respecto, Messiaen mantuvo que una composición musical se debe medir con tres criterios separados: para ser acertada debe ser interesante, hermosa a la escucha, y debe llegar al oyente.
Messiaen escribió mucha música para piano. A pesar de ser él mismo un gran pianista, fue sin duda ayudado por la capacidad formidable al piano de Yvonne Loriod, su técnica y la capacidad para realizar complejos ritmos y combinaciones rítmicas; en su escritura pianística desde Visions de l'Amen en adelante él la tenía en mente. Messiaen dijo: «puedo permitirme las excentricidades más grandes porque para ella cualquier cosa es posible».

### Influencias artísticas occidentales
Los desarrollos de la música francesa moderna fueron una influencia importante en Messiaen, particularmente la música de Claude Debussy y su uso de la escala hexáfona de tonos enteros (que Messiaen llamó «Modo 1» en sus modos de transposición limitada). Aunque Messiaen utilizó muy raramente la escala de tonos enteros en sus composiciones (porque, según él, después de Debussy y Dukas allí no había «nada que agregar») él utilizó similares modos simétricos.
Messiaen también sentía una gran admiración por la música de Igor Stravinsky, particularmente por su uso del ritmo en los primeros trabajos (como en La consagración de la primavera), y también por su uso del color. También le influyó la brillantez orquestal de Heitor Villa-Lobos, que vivió en París en los años 20 y dio aclamados conciertos allí. Entre los compositores para teclado Messiaen destacaba a Jean-Philippe Rameau, Domenico Scarlatti, Frédéric Chopin, Debussy e Isaac Albéniz. También amaba la música de Modest Músorgski, y Messiaen incorporó en su música varias modificaciones de lo que él llamó el motivo melódico «M-shaped» de Borís Godunov, la ópera de Músorgski, aunque Messiaen característicamente modificó el intervalo final de este motivo de una cuarta justa en un tritono.
Modos de transposición limitada
Messiaen también estuvo influido por el surrealismo, como puede observarse en los títulos de algunos de los Préludes de piano (Un reflet dans le vent… («una reflexión en el viento») y en alguna de las imágenes de su poesía (él mismo publicó poemas como prefacios a ciertos trabajos, por ejemplo, en las Les offrandes oubliées).

### Color
El color subyace en el corazón de la música de Messiaen. Messiaen pensaba que términos como «tonal», «modal» o «serial» son comodidades analíticas engañosas. Para él no había composiciones modales, tonales o seriales, solamente música con color y música sin color. Para Messiaen Monteverdi, Mozart, Chopin, Wagner, Músorgski y Stravinski, todos ellos escribieron música fuertemente coloreada.
En algunas de sus partituras, Messiaen anotó los colores de la música —en especial en Couleurs de la Cité Céleste y en Des canyons aux étoiles…— con el propósito de ayudar al director en la interpretación, más que para especificar qué colores debía experimentar el oyente. La importancia del color está ligada a la sinestesia que Messiaen experimentaba, lo que le hacía percibir colores cuando escuchaba o imaginaba música (aunque él dijo que no percibía visualmente los colores).
Cuando le preguntaron a George Benjamin por la influencia principal de Messiaen sobre los compositores, dijo: «yo pienso en el escarpado —la palabra que a él le gustaba— color como lo más influyente, […] bastante más que como un elemento decorativo, [Messiaen mostró que el color] podría ser elemento fundamental, estructural, […] el material fundamental de la propia música.»

### Simetría
Muchas de las de las técnicas de composición de Messiaen hacen uso de las simetrías de tiempo y de la tonalidad.

#### Simetría en el tiempo
Desde sus trabajos más tempranos, Messiaen utilizaba a menudo ritmos no retrogradables (palindrómicos o capicúas) (Ver Ejemplo 2). Messiaen combinaba a veces ritmos con secuencias armónicas de tal manera que, si el proceso siguiera de forma indefinida, la música podría recorrer todas las permutaciones posibles y volver a su punto de partida. Para Messiaen, esto representaba lo que él llamó el «encanto de las imposibilidades» de este procedimiento. En la práctica, por supuesto, Messiaen solo presenta una porción de tal proceso, como si permitiese al oyente informado una ojeada a la eternidad. En el primer movimiento del Quatuor pour la fin du temps el piano y el violoncelo juntos proporcionan uno de los primeros ejemplos.

#### Simetría de tonalidad
Messiaen utilizó modos a los que se refirió como modos de transposición limitada. Se trata de un grupo ordenado de notas (escala) que solo pueden ser transportadas a distancia de un semitono un número limitado de veces. Por ejemplo, la escala de tonos enteros (Modo I de Messiaen) solo existe en dos transposiciones: do-re-mi-fa#-sol#-la# y re♭–mi♭–fa–sol–la–si. Messiaen extrajo esos modos de la armonía que había utilizado en sus improvisaciones y obras tempranas. El uso de los modos evita las convencionales progresiones armónicas diatónicas, como por ejemplo, el Modo II de Messiaen (idéntico a la excala octátona usada también por otros compositores) permite precisamente formar acordes de séptima de dominante cuya tónica es una nota que no pertenece al modo. Para Messiaen los modos también tenían un determinado color.

### Tiempo y ritmo
Messiaen consideró que su contribución rítmica a la música sería su marca distintiva con respecto al resto de compositores modernos. Además de utilizar ritmos no retrogradables, y las decî-tâlas hindúes, Messiaen también utilizó ritmos "aditivos". Esto puede hacerse directamente sobre la duración de las notas individuales (valor añadido) o bien interpolando una nota de corta duración en un ritmo que de otro modo sería regular (Ver Ejemplo 3 o Archivo de audio "Dansedelafureur.ogg" no encontrado correspondiente a la Danza del furor del Quatuor), o acortando o alargando cada nota de un ritmo con la misma duración (añadiendo una duración de semicorchea a cada nota de un ritmo cuando se repite, por ejemplo). Esto condujo a Messiaen a alternar células rítmicas binarias y ternarias irregularmente, un proceso que también ocurre en La consagración de la primavera de Stravinsky, obra admirada por Messiaen.
Un factor que contribuye a la típica suspensión de la percepción convencional del tiempo en la música de Messiaen son los tempos extremadamente lentos que frecuentemente establece (en el 5.º movimiento Louange à l'Eternité de Jésus del Quatuor la marca de tiempo es infinitamente lento); e incluso en su música rápida suele utilizar frases y armonías repetidas para hacer que la velocidad dé la sensación de estatismo.
Messiaen también utilizó el concepto de "duraciones cromáticas", por ejemplo en su Soixante-quatre durées de su Livre d'orgue, (Archivo de audio "Messiaen-livre-7-soixante.ogg" no encontrado) que está construido, en palabras de Messiaen, a partir de "64 duraciones cromáticas de 1 a 64 fusas -en grupos de 4, desde los extremos hacia el centro, hacia adelante y hacia atrás alternativamente- tratado como un canon retrógrado. El conjunto está poblado por cantos de pájaros".

### Armonía
Messiaen, además de hacer un uso armónico de los modos de transposición limitada, también citó las series armónicas como un fenómeno físico que provee acordes en un contexto que él echaba en falta en la música puramente serial. Un ejemplo del uso armónico de Messiaen de este fenómeno, que él llamó «resonancia», podemos encontrarlo en los dos últimos compases del primer preludio para piano de Messiaen, La colombe («La paloma»); el acorde se construye con los armónicos de la nota más grave, mí.
En relación con este uso de la resonancia, Messiaen también compuso música donde la nota más grave, o fundamental, se combina con notas más agudas o acordes tocados mucho más piano. Estas notas más agudas -observa-, lejos de ser percibidas como armonía convencional, funcionan como los armónicos que alteran el timbre de la nota fundamental, como los registros en el órgano. Un ejemplo es el canto de la oropéndola en Le loriot del Catalogue d'oiseaux para piano solo.
En el uso de acordes diatónicos convencionales, Messiaen superó a menudo las connotaciones banales históricas (por ejemplo, el uso frecuente del acorde de sexta añadida como una resolución).[cita requerida]

### Canto de pájaros
El canto de los pájaros fascinó a Messiaen desde muy joven y en ello fue estimulado por su profesor Dukas, que urgía a sus pupilos a «escuchar los pájaros». Messiaen incluyó algunos cantos de pájaros estilizados en algunas de sus primeras composiciones (por ejemplo L'abîme d'oiseaux del Cuarteto...), integrándolos en su sonido del mundo mediante técnicas como los modos de transposición limitada y la coloración de los acordes. Los episodios de cantos de pájaros en su trabajo llegaron a ser cada vez más sofisticados, y en el Le Réveil des Oiseaux Messiean alcanzan la madurez del procedimiento y la pieza entera se construye con cantos de pájaros: en efecto es un estribillo de cantos de pájaros al amanecer («Dawn chorus») para orquesta. Messiaen incluso anota la especie de pájaro en la propia partitura. Las piezas no son simples transcripciones: incluso las obras con títulos puramente inspirados en pájaros, tales como Catalogue d'oiseaux y Fauvette des jardins, son poemas tonales que evocan el paisaje, su color y su atmósfera.
| Los «pájaros» de Messiaen              | Los «pájaros» de Messiaen  | Los «pájaros» de Messiaen              | Los «pájaros» de Messiaen         | Los «pájaros» de Messiaen | Los «pájaros» de Messiaen | Los «pájaros» de Messiaen               |
| -------------------------------------- | -------------------------- | -------------------------------------- | --------------------------------- | ------------------------- | ------------------------- | --------------------------------------- |
| I. Le chocard des Alpes                | II. Le loriot              | III: Le merle bleu                     | IV. Le traquet stapazin           | V. La chouette hulotte    | VI. L'alouette lulu       | VII. La rousserolle effarvatte          |
|                                        |                            |                                        |                                   |                           |                           |                                         |
| Chova piquigualda Pyrrhocorax graculus | Oropéndola Oriolus oriolus | Roquero solitario Monticola solitarius | Collalba rubia Oenanthe hispanica | Cárabo común Strix aluco  | Totovía Lullula arborea   | Carricero común Acrocephalus scirpaceus |

| VIII. L'alouette calandrelle            | IX. La bouscarle               | X. Le merle de roche             | XI. La buse variable                          | XII. Le traquet rieur           | XIII. Le courlis cendré        |
|                                         |                                |                                  |                                               |                                 |                                |
| Terrera común Calandrella brachydactyla | Ruiseñor bastardo Cettia cetti | Roquero rojo Monticola saxatilis | Ratonero común o Busardo ratonero Buteo buteo | Collalba negra Oenanthe leucura | Zarapito real Numenius arquata |

### Serialismo
Algunos historiadores de la música asocian a Messiaen con la invención del serialismo integral, en que el serialismo se amplía para incluir no solo las alturas, sino también la duración, el ataque y el timbre. Messiaen mostró su disgusto porque su obra Mode de valeurs et d'intensités, visto por algunos como el primer trabajo de serialismo integral (pero mostrado en Toop 1974 como una composición modal, no serial), tuviera tanta importancia en su despegue.
En un desarrollo parecido, Messiaen introdujo lo que él llamó una «lengua comunicable», en que utilizó un «alfabeto musical» para codificar oraciones. Esta técnica fue introducida por vez primera en su obra para órgano, Meditations sur le mystère de la Sainte Trinité; en este trabajo el «alfabeto» también incluye motivos para los conceptos «tener», «ser» y «Dios», y las oraciones codificadas incluyen secciones de los escritos de Santo Tomás de Aquino.

## Messiaen en la literatura
La vida del compositor fue novelada por Mario Cuenca Sandoval en su obra El don de la fiebre (Seix Barral, 2018).